# Баяты (монголы)
Бая́ты (монг. Баяд) — четвёртая по величине этническая группа Монголии относящаяся к  ойратам, проживающая в основном на северо-западе страны в Убсунурском аймаке.

## История

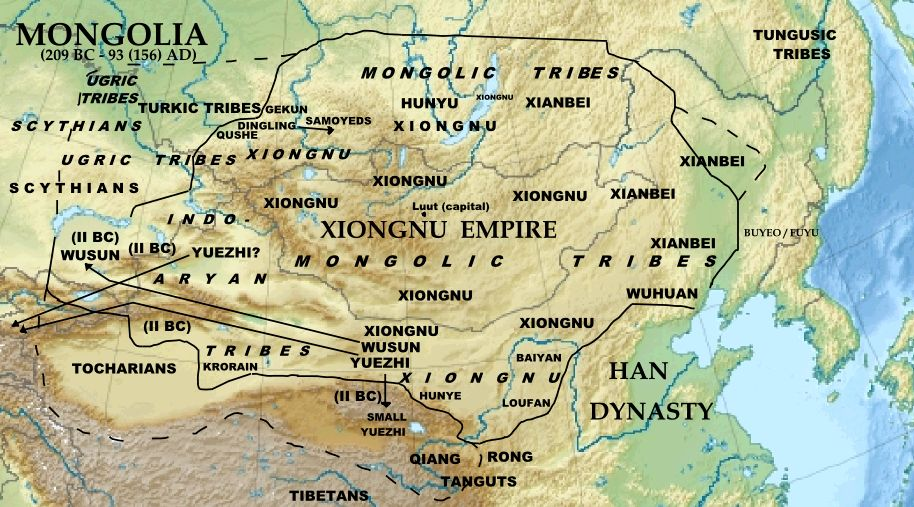
Племя баян в составе империи Хунну

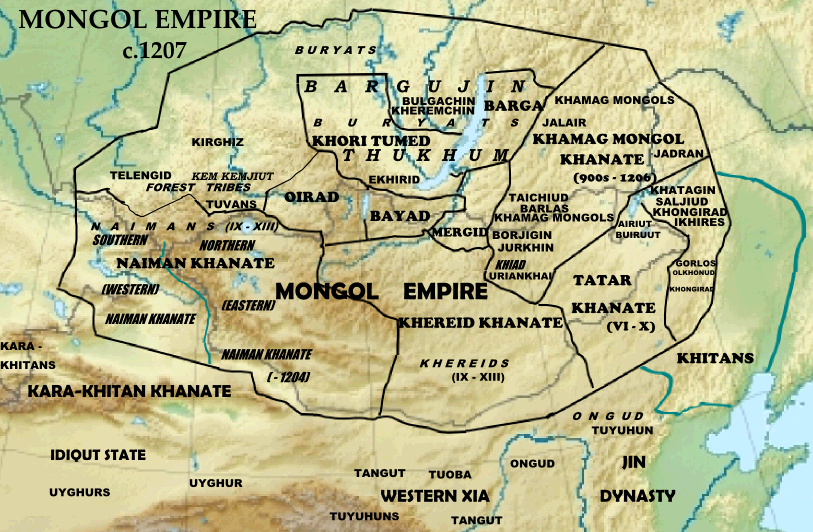
Монгольская империя в 1207 г.

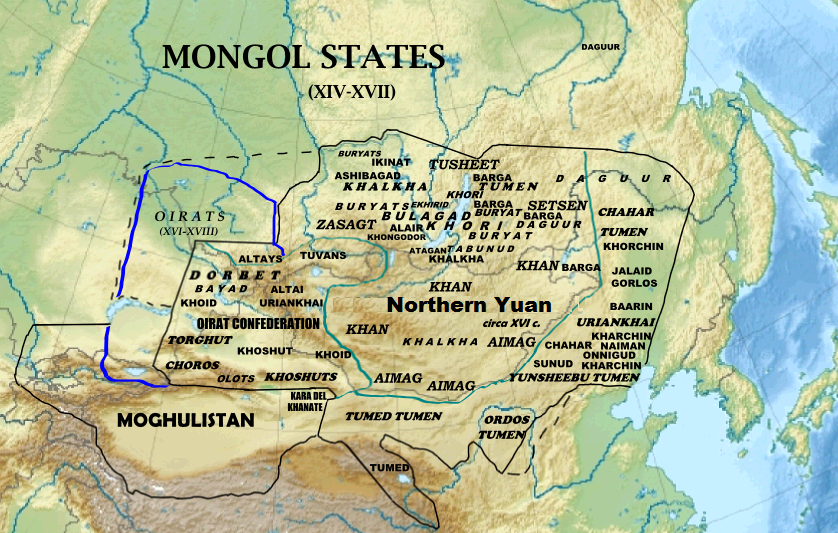
Монгольские государства в XIV-XVII вв. Монгольский каганат, Ойратское ханство, и Могулистан

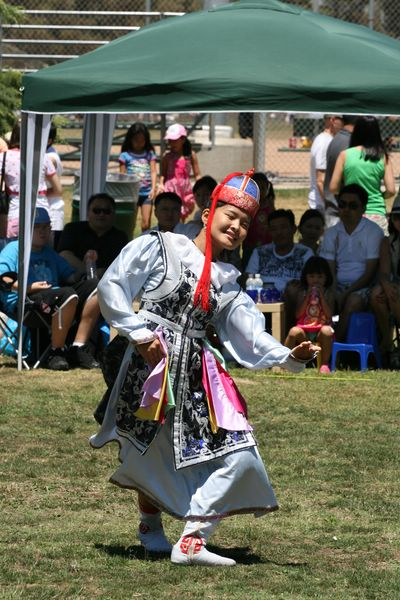
Баятский народный танец

Баяты являются крупнейшим монгольским племенем, которое известно с древних времён. Основатель империи хуннов Модэ правил племенем Баян ещё в III веке до н. э. (слово «баят» является множественным числом от слова монг. баян, что значит «богатый»). В IX—XI веках баяты были весьма многочисленны и делились на ряд территориальных групп. Так баяты расселённые в районе Кяхты и горы Бурэнхан были известны под именем хэринских баятов (монг. Хээрийн Баяд), те же, что были расселены вдоль реки Джида назывались джидинскими баятами (монг. Жидийн Баяд). Баяты, расселённые в районе озёр Далай-Нор (Хулун) и Буйр-Нур также делились на ряд групп (дуклат, горлос, чаншигут, киад). Племя баят помогло Чингисхану в объединении монголов в единое государство, а также в завоевательных походах Монгольской империи в конце XII — начале XIII веков. Непосредственно этноним «баяты» («баяут») впервые упоминается в XIII веке.
Часть баятов в XVII веке откочевала на запад и осела на западных отрогах Хангая у рек Дзабхан и Дэлгэр-Мурэн, а затем далее за Монгольским Алтаем в Джунгарской империи. Когда Цинский Китай завоевал Джунгарию, баяты покинули свои земли на Чёрном Иртыше и переселились на восток в халхаские земли. Здесь, в местах их современного расселения, в 1754 г. цинскими властями был образован аймак Сайн Заяатын Чуулган, в составе которого 11 (или 10) баятских хошунов образовывали самостоятельную военно-административную единицу («арбан баят»).

## Современное расселение и численность
Область традиционного расселения баятов располагается в северо-западной части Монголии (в северной и центральной частях Убсунурского аймака), к востоку от озера Убсу-Нур, с севера эта область смежна с южной границей Тувы, на юге ограничена озером Хяргас-Нуур, с востока — предгорьями Восточного Саяна и Хангая.
Баяты составляют подавляющее большинство населения в сомонах Малчин, Хяргас, Дзун-Гоби (монг. Зуунговь) и Тэс, а также проживают совместно с дербетами и хотонами в сомоне Наран-Булак (монг. Наранбулаг) и совместно с халхаским племенем элжгин в сомоне Барун-Турун (монг. Баруунтуруун). Значительное число баятов мигрировало в 1980-е и последующие годы в столицу Убсунурского аймака Улангом, а также столицу Монголии Улан-Батор, города Эрдэнэт и Дархан, а также Селенгинский и Центральный аймаки.
| 1956   | %    | 1963   | %    | 1969   | %    | 1979   | %    | 1989   | %    | 2000   | %    | 2007 оц. | %    | 2009 оц. | %    |
| ------ | ---- | ------ | ---- | ------ | ---- | ------ | ---- | ------ | ---- | ------ | ---- | -------- | ---- | -------- | ---- |
| 15 874 | 1,88 | 19 891 | 1,96 | 25 479 | 2,14 | 31 053 | 2,02 | 39 233 | 1,97 | 50 824 | 2,15 | 53 246   | 2,05 | 57 787   | 2,14 |

## Язык
Речь баятов относится к ойратскому языку. В настоящее время баяты используют диалект, являющийся результатом значительного халхаского влияния.

## Родоплеменной состав
В состав баятов входят следующие этнические подразделения (элкэн): хурд, савар, харагчууд, хотогойт, баргамууд, долонууд, салдан долоон, хойт долоон, шаазгай долоон, тавнан, шарнууд, цагаагчид, булгадар, хурамши, тонгорууд, цамхат, хасаг, ногоон тугтан, авгас, нур долоон, саргажин долоон, чоно долоон (чоннонынхон, чонод), чоносхон, монголмууд, харнууд, шарайд, бурдууд, тугтан, борлуд, булчин их нураан, нугас долоон, хойт, их хойт, бага хойт, галзад, баарин, хошууд, оолд, сонгод, хотууд, шаварнууд, баранзууд, согсойгайхан, хухнууд, цоохор, урианхайд, харгачууд, тахиа нар, байлзуурынхан, баатар эшгээхэн, харгашийнхан, ээмэнхэн, жасынхан, хуйцэлэг, адуучин, шавууд, савсаг долоон, сайн долоон, салдан долоон, тайчууд, их мээрин долоон, бага мээрин долоон, солон долоон, шарагчид, барлагууд, хоривлой, ноён, хоноцууд, хархургаш, борнуд, шангас, гунийхэн, чээжгэд, цагаачид, харчин, халиудууд, бурд, шиншигид, хургад, булгууд, шигчид, торгууд, багтаамал, авгайчууд, замтууд, долоонууд.
Баяты известны как один из родов в составе халха-монголов. Часть баятов, находившихся среди халхаского тумена, составили роды баяд, баяуд-баитов и баяутов, которые в основном расселились в восточной и юго-восточной частях Монголии. Также известны представители следующих родов: баягуд, баялагчи, баяд, баюд, табун баян среди увэр-монголов; баягид, баягир (вкл. первобаягирский, второбаягирский) среди хамниган; баягир среди дауров. Часть баятов также вошла в состав бурят (баяты (баяд) при Всероссийской переписи населения в 2020—2021 годах были учтены в составе бурят) и жёлтых уйгуров (род пайат).
С баятами отождествляется баягантайский род в составе якутов, согласно альтернативной версии, они отождествляются с баегу (байырку). К числу потомков баятов исследователи относят такие племена и роды, как баят, баяндур (берендеи) и байлар. Племя баяндур впоследствии играло ведущую роль в составе племенной конфедерации Ак-Коюнлу. По одной из версий, из племени баяндур также происходила династия Караманидов.